# 宮町 (春日井市)
宮町（みやまち）は、愛知県春日井市にある地名。現行行政地名は宮町1丁目から宮町4丁目と6つの字。春日井西部第一土地区画整理事業により町内の区画整理が行われる予定である。

## 地理
春日井市西部に位置する。東は西高山町・高山町、西は下屋敷町・春日井町・黒鉾町、南は如意申町、北は四ツ家町・前並町に接する。

### 字一覧
（五十音順・読みは『春日井区誌』による。）
- 川原（かわら）
- 下夕原（したばら）
- 長斉（ちょうさい）
- 中島（なかじま）
- 宮町（みやまち）
- 与八山（よはちやま）

## 歴史

### 地名の由来
両社宮神社を中心として集落が形成されたことによる。

### 沿革
- 1948年（昭和23年） - 春日井市大字春日井の一部により、同市宮町として成立[1]。

## 世帯数と人口
2019年（平成31年）4月1日現在の世帯数と人口は以下の通りである。
| 町丁・丁目 | 世帯数    | 人口    |
| ---------- | --------- | ------- |
| 宮町       | 765世帯   | 1,712人 |
| 宮町1丁目  | 523世帯   | 1,265人 |
| 宮町2丁目  | 45世帯    | 98人    |
| 宮町3丁目  | 164世帯   | 393人   |
| 計         | 1,497世帯 | 3,468人 |

### 人口の変遷
国勢調査による人口の推移
| 1995年（平成7年）  | 3,043人 | [ 7 ]  |  |
| 2000年（平成12年） | 3,586人 | [ 8 ]  |  |
| 2005年（平成17年） | 3,530人 | [ 9 ]  |  |
| 2010年（平成22年） | 3,484人 | [ 10 ] |  |
| 2015年（平成27年） | 3,356人 | [ 11 ] |  |

## 学区
市立小・中学校に通う場合、学区は以下の通りとなる。また、公立高等学校に通う場合の学区は以下の通りとなる。
| 町丁・丁目 | 番・番地等 | 小学校                 | 中学校               | 高等学校 |
| ---------- | ---------- | ---------------------- | -------------------- | -------- |
| 宮町       | 全域       | 春日井市立春日井小学校 | 春日井市立西部中学校 | 尾張学区 |
| 宮町1丁目  | 全域       | 春日井市立春日井小学校 | 春日井市立西部中学校 | 尾張学区 |
| 宮町2丁目  | 全域       | 春日井市立春日井小学校 | 春日井市立西部中学校 | 尾張学区 |
| 宮町3丁目  | 全域       | 春日井市立春日井小学校 | 春日井市立西部中学校 | 尾張学区 |

## 交通
- 愛知県道27号春日井各務原線
- 愛知県道201号南外山勝川停車場線

## 施設
- 春日井市立西部中学校北緯35度15分18.4秒 東経136度56分35.4秒 / 北緯35.255111度 東経136.943167度
- 春日井市立春日井小学校北緯35度15分11.9秒 東経136度56分22秒 / 北緯35.253306度 東経136.93944度
- 春日井市立西部保育園北緯35度15分20.3秒 東経136度56分29.9秒 / 北緯35.255639度 東経136.941639度
- 春日井宮町郵便局北緯35度15分10秒 東経136度56分54.6秒 / 北緯35.25278度 東経136.948500度
- 尾張中央農業協同組合春日井支店北緯35度15分12.3秒 東経136度56分29.6秒 / 北緯35.253417度 東経136.941556度
- あいち銀行春日井西支店北緯35度15分13.8秒 東経136度56分18.1秒 / 北緯35.253833度 東経136.938361度
- 愛知県警察春日井警察署春日井交番北緯35度15分11.3秒 東経136度56分43.1秒 / 北緯35.253139度 東経136.945306度
- 両社宮神社北緯35度15分13.7秒 東経136度56分25.1秒 / 北緯35.253806度 東経136.940306度
- 妙真寺北緯35度15分15.1秒 東経136度56分35.9秒 / 北緯35.254194度 東経136.943306度
- 臨済宗妙心寺派行者寺北緯35度15分10.4秒 東経136度56分26.2秒 / 北緯35.252889度 東経136.940611度

## その他

### 日本郵便
- 郵便番号 : 486-0904[4]（集配局：春日井郵便局[14]）。